# Novo mesto
Novo Mesto (tyska Rudolfswert eller Neustadt) är den största staden i ”Dolenjska” (”Dalarna”) – den södra delen av Krain i Slovenien. Även om platsen för staden haft urban bosättning tidigare, grundades den nuvarande staden officiellt av ärkehertig Rudolf IV av huset Habsburg 1365. Sedan början av 1400-talet kallades staden för "nya staden" (slovenska Novo Mesto och tyska Neustadt). Under den förromerska järnåldern var Dolenjska ett viktigt centrum för hallstattkulturen, vilket rika gravfält och fynd av vapen, rustningar och konstnärligt dekorerade bronskärl (situlas) vittnar om, bland annat på stadskullen Marof. Den gamla stadskärnan ligger under den medeltida domkyrkan St. Nicholas (med målningar av Tintoretto) på en udde som bildats av en krök av floden Krka. Idag går motorvägen A2 förbi Novo Mesto.
Husvagns- och husbilstillverkaren Adria Mobil och läkemedelsbolaget Krka har anläggningar i staden, liksom den franska biltillverkaren Renault. Den amerikanska presidentfrun Melania Trump föddes i Novo Mesto.
Stadens omgivningar är vinodlingsområden kända för det syrliga vinet cviček (gammelslovenskt för "syrligt") med mycket låg alkoholhalt (bara runt 10 %). Det är ett cuvéevin som till cirka 45 % består av den gamla lokala druvsorten Žametovka, uppblandad med druvan Modra Frankinja och den vita druvan Kraljevina. Det finns inget exakt recept för proportionerna, utan varje bonde har sin egen familjeblandning.
Det finns även termalkällor runt staden, bland annat i Dolenjske Toplice.

## Bildgalleri

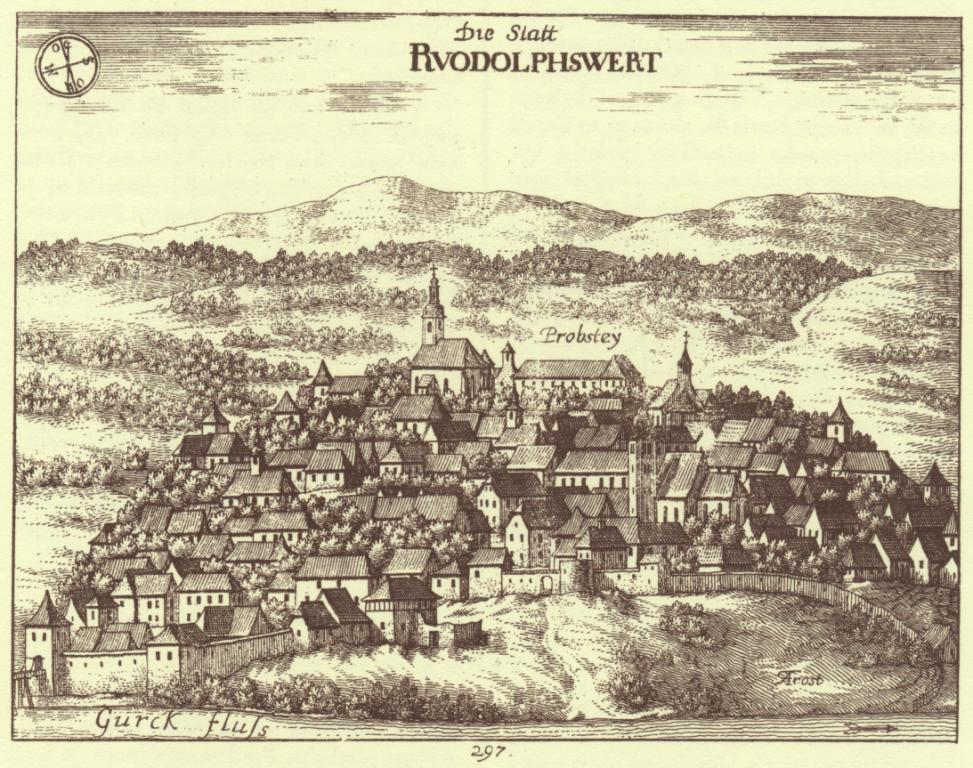
Kopparstick med Novo Mesto 1689, från baron Janez Vajkard Valvasors bok Hertigdömet Krains ära.
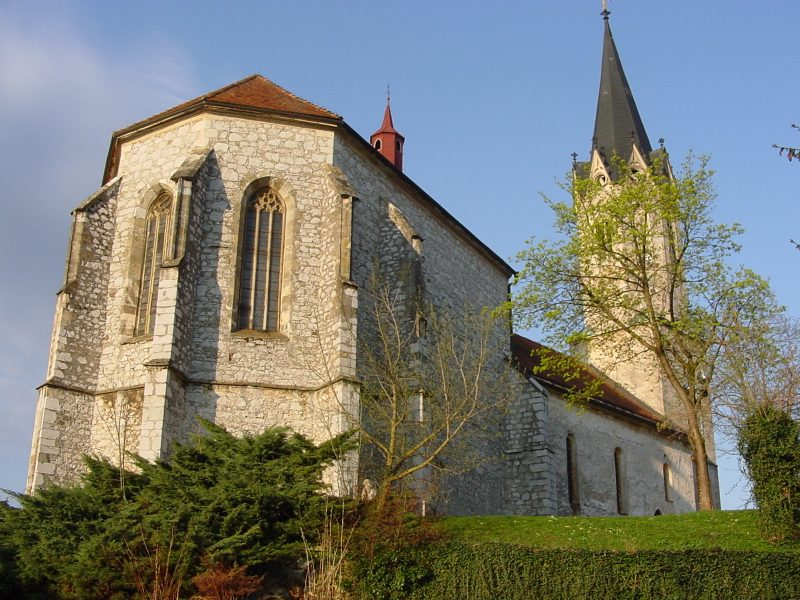
Den gotiska domkyrkan St. Nicholas.
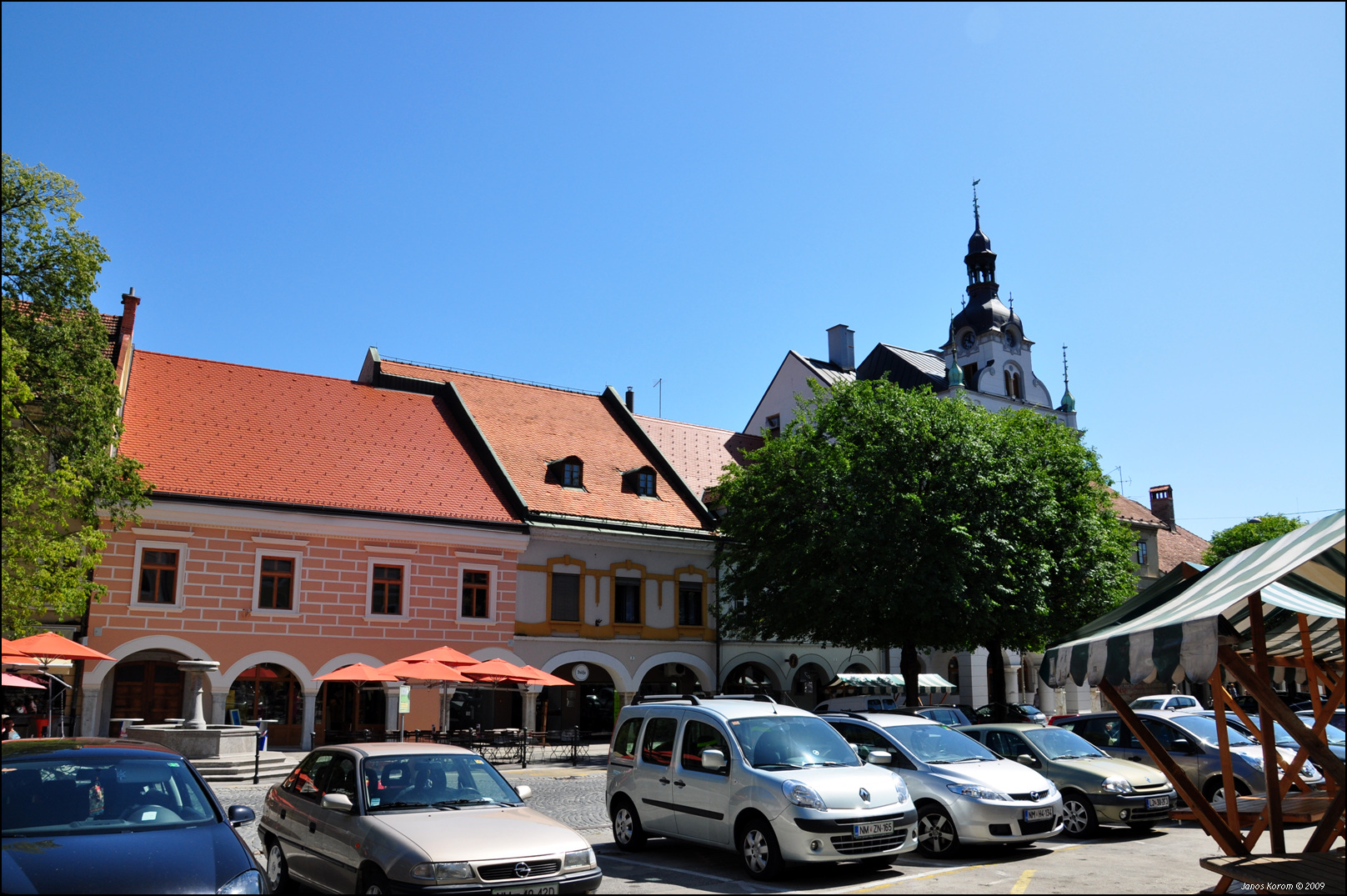
De gamla köpmanshusen (14- och 1500-tal) runt huvudtorget har pelarförsedda gångar ut mot torget.
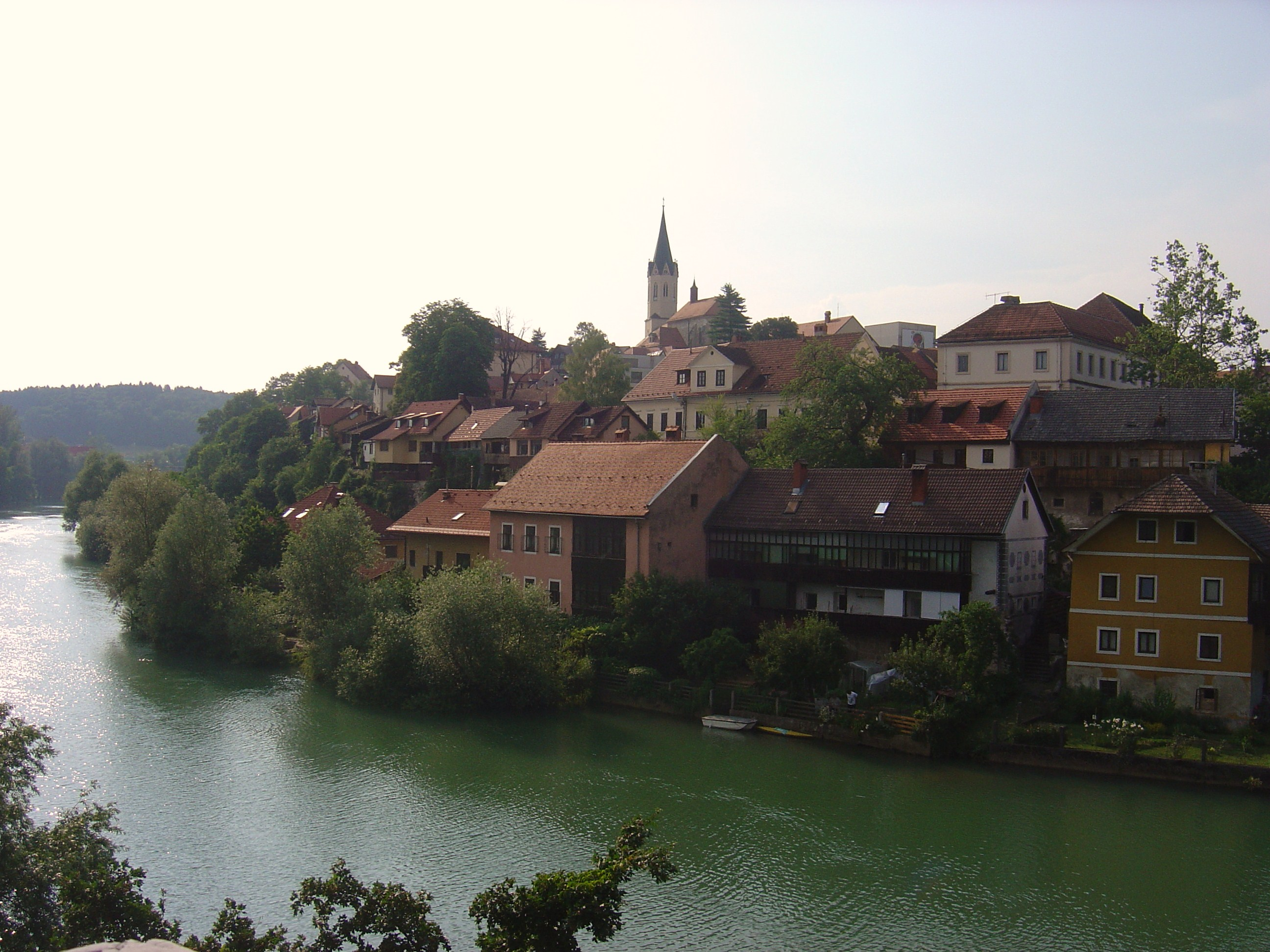
Stadsdelen Breg ("brinken") ned mot floden Krka.
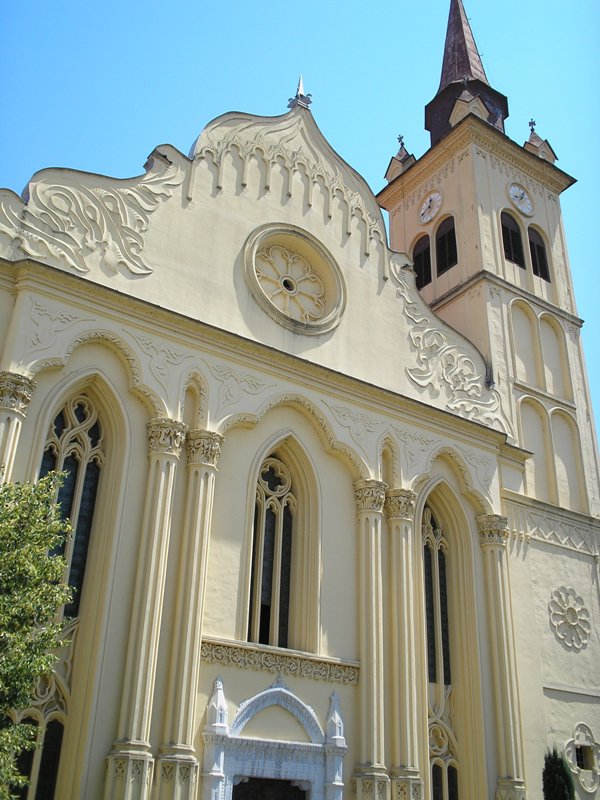
Franciskanerklostrets kyrka St. Leonard.
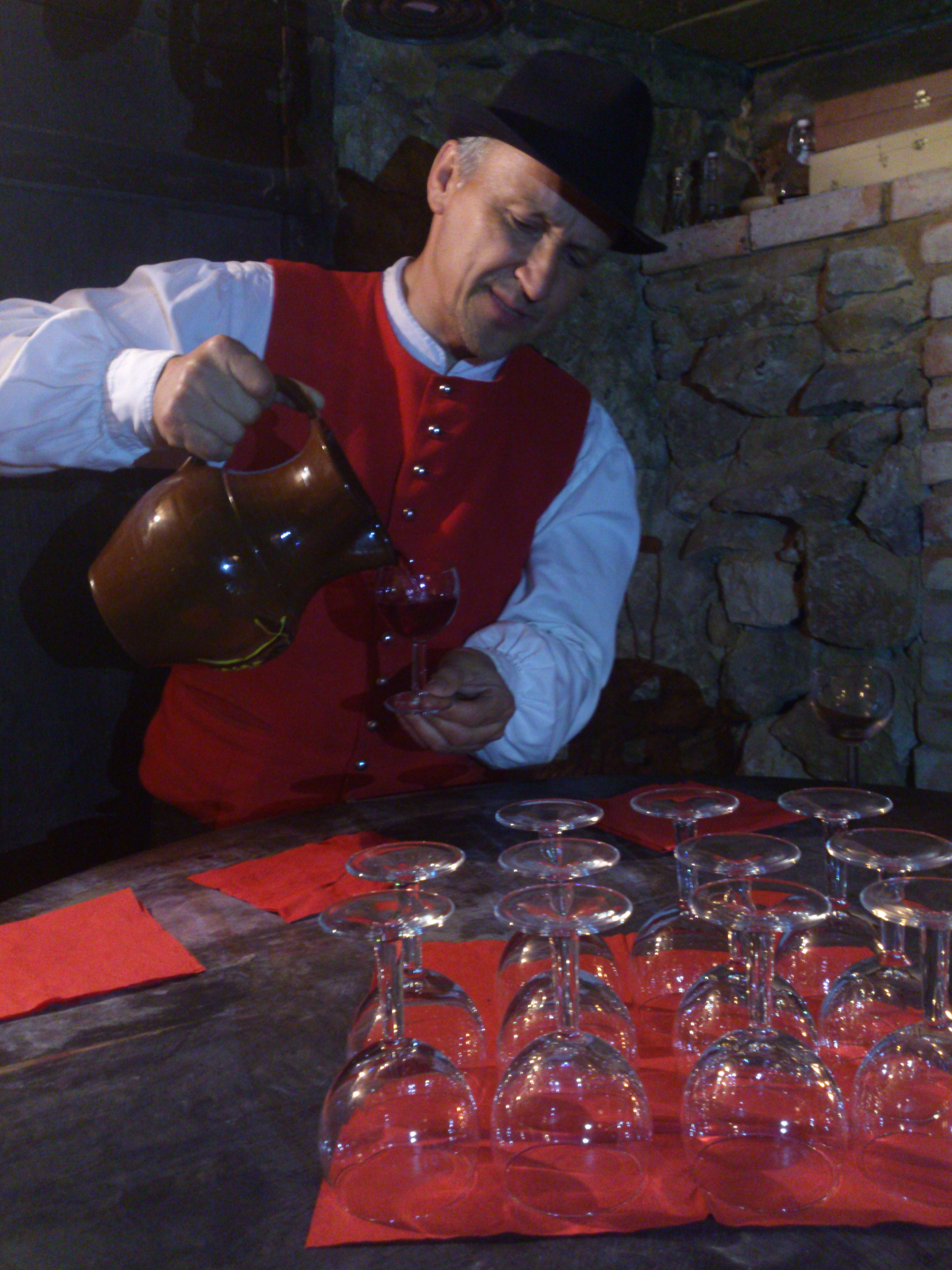
Cviček serveras.
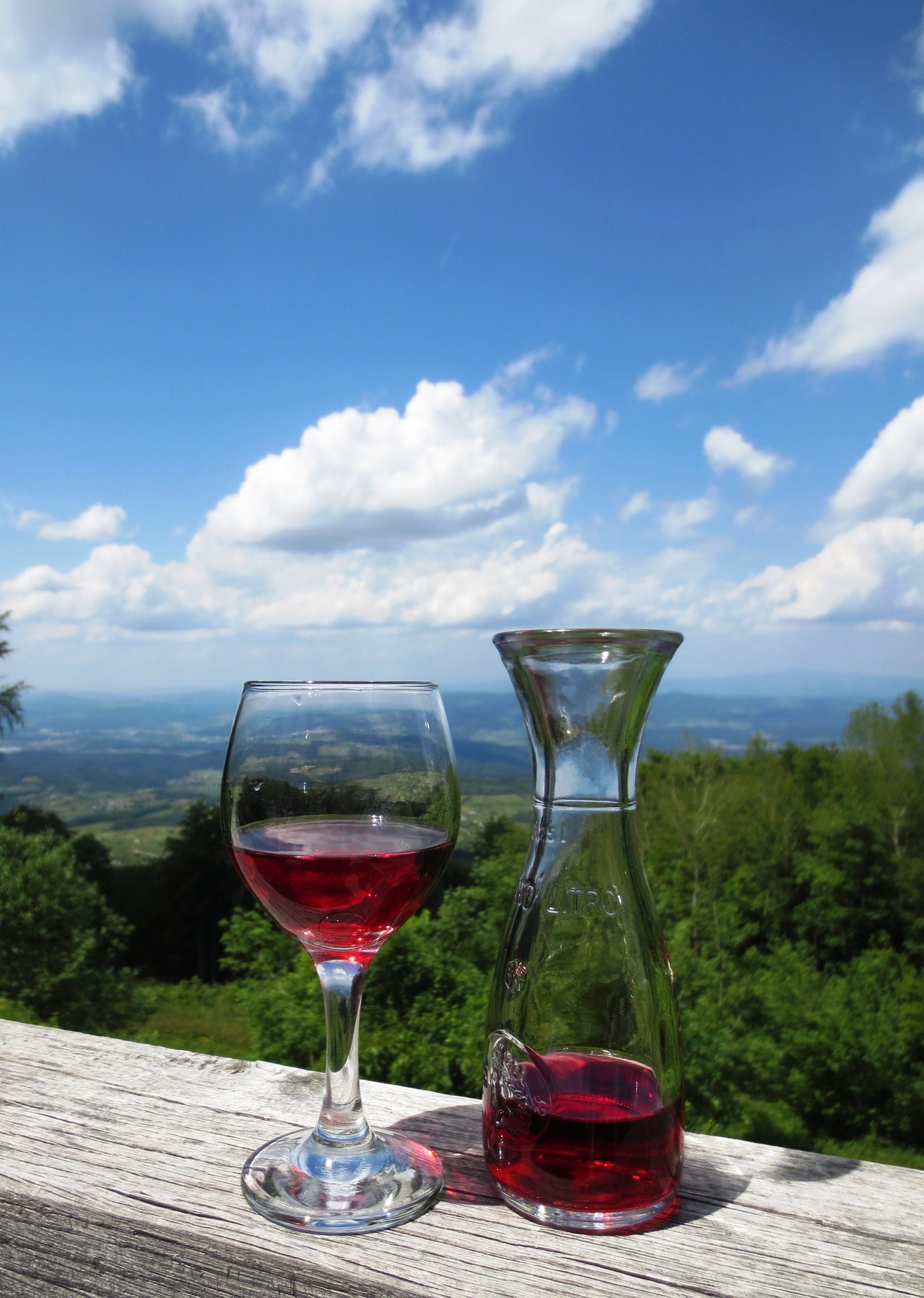
Cviček med Dolenjskas (Nedre Krains) kulliga landskap i bakgrunden.
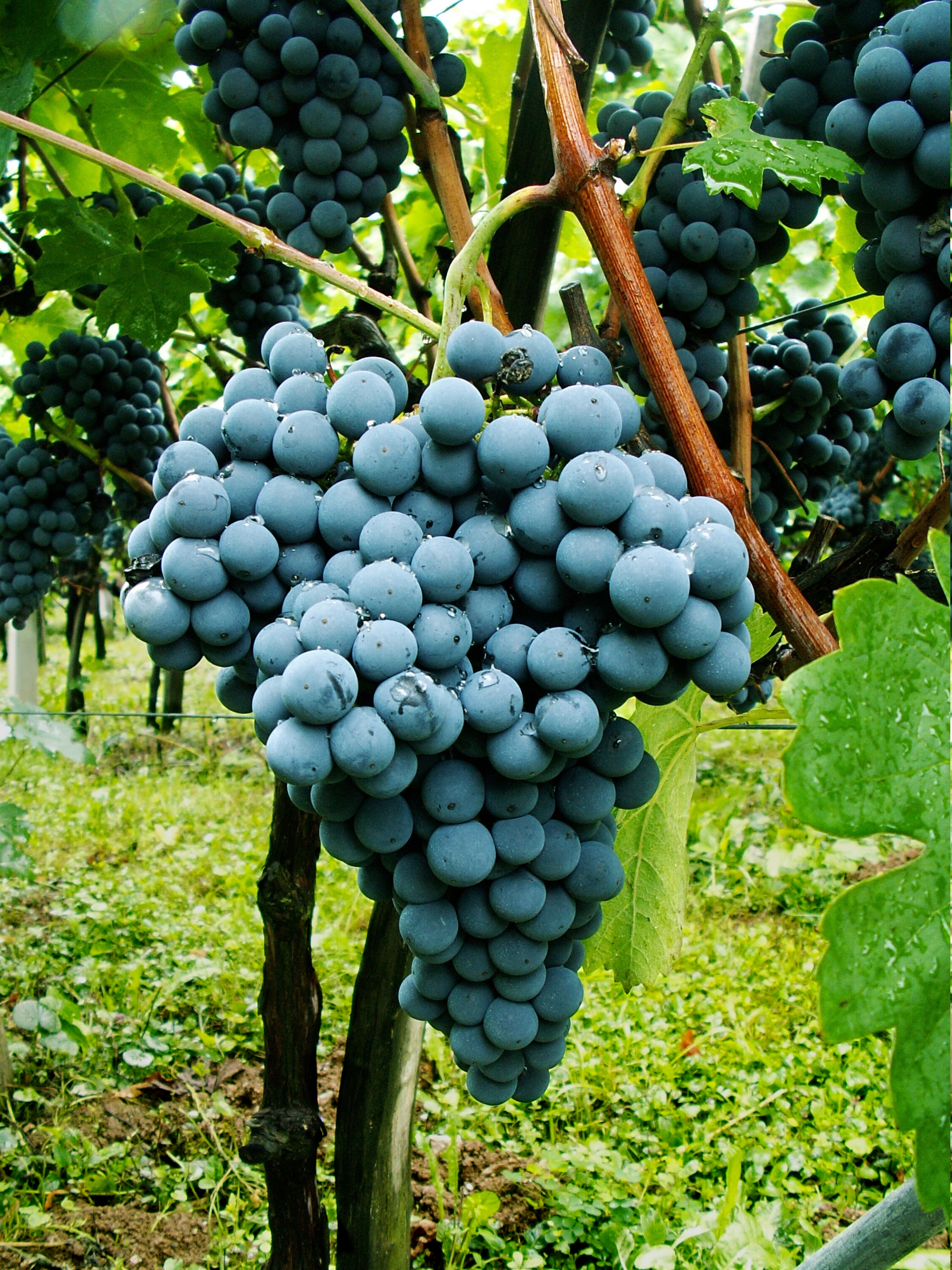
Den gamla lokala druvsorten Žametovka.
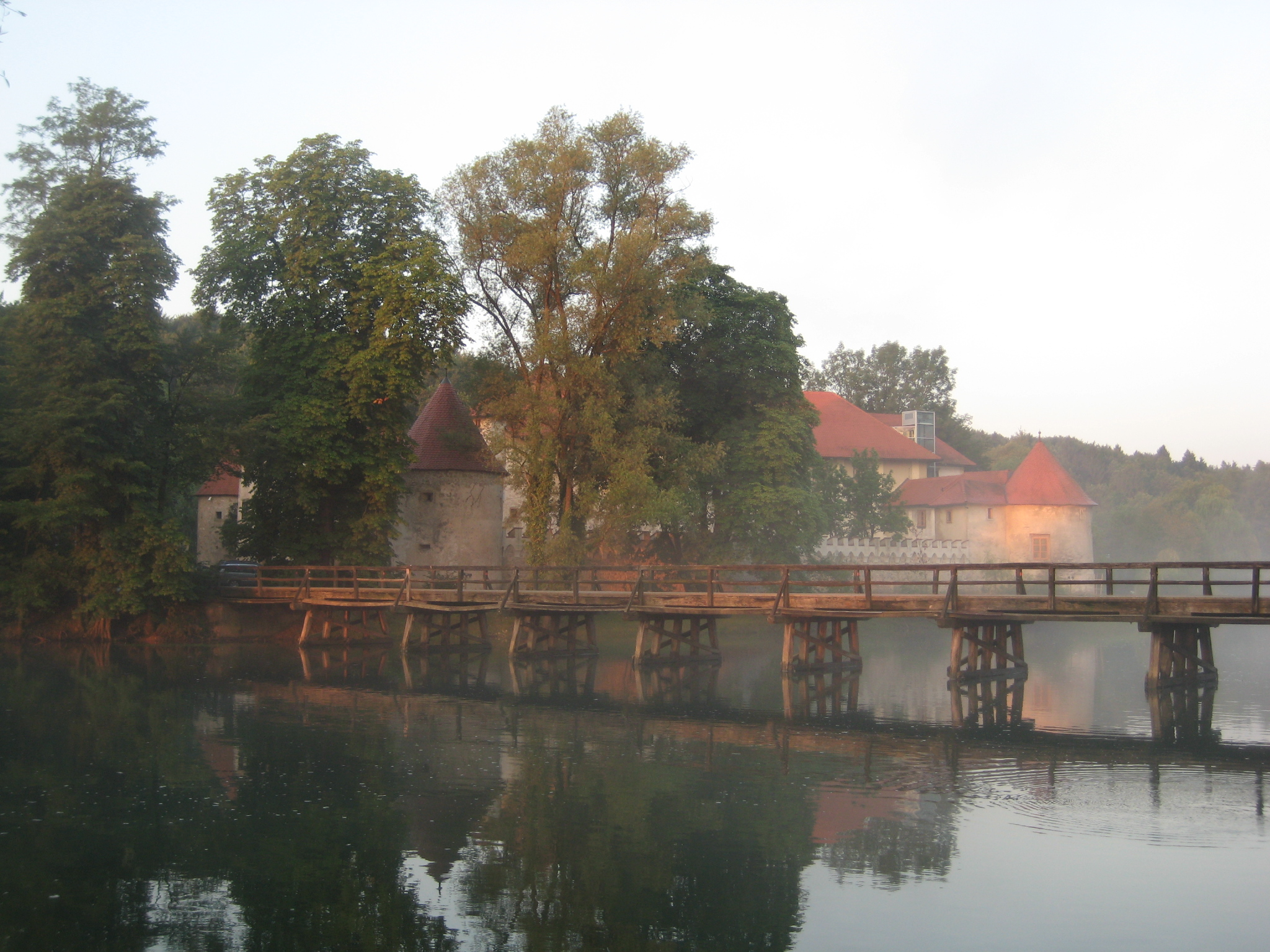
Strax utanför Novo Mesto, vid Otočec (Šent Peter (Sankt Peter)), ligger en borg från 1200-talet på en ö i floden Krka. Borgen inhyser numera ett hotell.